# MOA-2007-BLG-192-L b
Op 30 mei 2008 ontdekten astronomen een van de kleinste planeten die tot nog toe bekend is. Deze planeet draait om een bruine dwerg die 6% van de zonsmassa heeft en die de naam MOA-2007-BLG-192L heeft. Deze ster bevindt zich op ongeveer 3000 lichtjaar afstand.
Dergelijke kleine en verre planeten kan men tot nog toe enkel ontdekken met de methode van gravitationele microlensing. Dit betekent echter dat men de planeet niet gedurende langere tijd kan observeren.
De planeet heeft een massa die slechts 1,4 aardmassa's bedraagt. De afstand tot de ster bedraagt 0,62 astronomische eenheden, overeenkomend met een omloopstijd van 129 dagen. Aanvankelijk nam men aan dat de planeet zwaarder was, namelijk 3,3 aardmassa's. Dan zou er sprake zijn van een superaarde. Doordat echter de massa van de ster groter bleek dan men tot dusverre heeft aangenomen, moest de massa van de planeet naar beneden worden bijgesteld.

## Oppervlakte
Omtrent de toestand aan de oppervlakte van de planeet kan men slechts speculeren. De ster is te zwak om een voor leven gunstige temperatuur op de planeet te verschaffen. Indien er echter een atmosfeer van voldoende dichtheid en geschikte samenstelling aanwezig mocht zijn, zou de temperatuur door het broeikaseffect hoger kunnen zijn en was leven op deze planeet niet uitgesloten.